# Lista băncilor din Ungaria
Lista băncilor din Ungaria prezintă instituțiile financiare active pe piața Ungariei care au depus bilanțuri contabile în anul 2023 (pentru anul 2022). Informațiile sunt preluate din bazele de date publicate de Banca Națională a Ungariei, The Banker Database, money.hu și de pe paginile web ale instituțiilor financiare.

## Banca Centrală
Banca Națională a Ungariei (Magyar Nemzeti Bank - MNB), înființată în 1924, este banca centrală din Ungaria. MNB este membru al Sistemului European al Băncilor Centrale (European System of Central Banks), instituție care include Banca Centrală Europeană (European Central Bank - ECB) și băncile naționale din toate cele 27 de țări membre ale Uniunii Europene.

## Bănci comerciale
| Loc                                               | Bancă                         | Anul înființării | Sediu     | Nr. de filiale (2020) | Capital             | Cifră de afaceri (mld. HUF) | Website                                                                     |
|                                                   |                               |                  |           |                       |                     |                             |                                                                             |
| ------------------------------------------------- | ----------------------------- | ---------------- | --------- | --------------------- | ------------------- | --------------------------- | --------------------------------------------------------------------------- |
| 1                                                 | OTP Bank                      | 1949             | Budapesta | 372                   | 28,75% alții 71,25% | 12.741,56                   | http://www.otpbank.hu                                                       |
| 2                                                 | K&H Bank                      | 1986             | Budapesta | 168                   | 100%                | 4.570,5                     | http://www.kh.hu                                                            |
| 3                                                 | UniCredit Bank                | 1990             | Budapesta | 53                    | 100%                | 4.389,31                    | http://www.unicreditbank.hu                                                 |
| 4                                                 | Erste Bank                    | 1998             | Budapesta | 106                   | 85,00% 15,00%       | 3.821,21                    | http://www.erstebank.hu                                                     |
| 5                                                 | Raiffeisen Bank International | 1986             | Budapesta | 65                    | 100%                | 3.199,26                    | http://www.raiffeisen.hu Arhivat în 20 septembrie 2020, la Wayback Machine. |
| 6                                                 | Takarékbank Zrt.              | 2008             | Budapesta | 790                   | 100%                | 2.804,94                    | https://www.mbhbank.hu/                                                     |
| 7                                                 | MKB Bank                      | 1950             | Budapesta | 51                    | 100%                | 2.792,64                    | http://www.mkb.hu                                                           |
| 8                                                 | CIB Bank                      | 1979             | Budapesta | 64                    | 100%                | 2.415,67                    | http://www.cib.hu                                                           |
| 9                                                 | Merkantil Bank                | 1988             | Budapesta | 1                     | 100%                | 610,45                      | http://www.merkantil.hu                                                     |
| 10                                                | Gránit Bank                   | 2010 (1985)      | Budapesta | 2                     | 100%                | 573,54                      | http://www.granitbank.hu Arhivat în 17 august 2020, la Wayback Machine.     |
| 11                                                | Citibank                      | 1985             | Budapesta | 2                     | 100%                | 560,84                      | http://www.citibank.hu                                                      |
| 12                                                | ING Bank                      | 2008 (1991)      | Budapesta | 1                     | 100%                | 468,75                      | http://www.ingcommercialbanking.hu%5Bnefuncțională+–+%5D                    |
| 13                                                | BNP Paribas                   | 1991             | Budapesta | 1                     | 100%                | 396,03                      | http://www.bnpparibas.hu                                                    |
| 14                                                | Commerzbank                   | 1993             | Budapesta | 4                     | 100%                | 395,24                      | https://www.commerzbank.hu/                                                 |
| 15                                                | KDB Bank                      | 1989             | Budapesta | 2                     | 100%                | 324,21                      | https://www.kdbbank.eu/                                                     |
| 16                                                | Bank of China                 | 2002             | Budapesta | 2                     | 100%                | 253,64                      | https://www.bankofchina.com/hu/                                             |
| 17                                                | MagNet Bank                   | 1995             | Budapesta | 8                     | 100%                | 251,94                      | http://www.magnetbank.hu                                                    |
| 18                                                | Cetelem                       | 1996             | Budapesta | 1                     | 100%                | 112,34                      | https://www.cetelem.hu                                                      |
| 19                                                | Cofidis                       | 2005             | Budapesta | 1                     | 100%                | 98,95                       | http://www.cofidis.hu                                                       |
| 20                                                | MBH Duna Bank                 | 2013             | Győr      | 17                    | 100%                | 98,28                       | https://www.mbhdunabank.hu/hu                                               |
| 21                                                | Deutsche Bank                 | 1995             | Budapesta | 1                     | 100%                | 80,97                       | https://country.db.com/hungary/                                             |
| 22                                                | Oberbank                      | 2007             | Budapesta | 13                    | 100%                | 65,78                       | http://www.oberbank.hu                                                      |
| 23                                                | Polgári Bank                  | 1972             | Polgár    | 18                    | 100%                | 48,12                       | http://www.polgaribank.hu                                                   |
| Bănci comerciale neincluse în raportul anual 2023 |                               |                  |           |                       |                     |                             |                                                                             |
| —                                                 | MBH Bank                      | 2019 (1950)      | Budapesta | 518                   | 100%                | 10.737 (T3/2023)            | https://www.mbhbank.hu/                                                     |
| —                                                 | Revolut Bank UAB              | 2021             | Vilnius   | —                     | 100%                | —                           | https://www.revolut.com/hu-HU/                                              |
| —                                                 | Trive Bank                    | 2023             | Amsterdam | —                     | alții 100%          | —                           | https://www.mbhbank.hu/                                                     |

### Bănci comerciale care și-au încetat activitatea în Ungaria
- NHB Bank Arhivat în 18 aprilie 2024, la Wayback Machine.
- Sberbank
- Kinizsi Bank
- Calyon Bank
- Credigen Bank (Credit Agricole Group)
- Magyar Takarékszövetkezeti Bank
- WestLB Hungaria Bank[nefuncțională – arhivă]
- Sopron Bank
- AXA Hungary
- Banif Plus Bank
- Merkantil Bank
- Porsche Bank

## Reprezentanțe ale băncilor naționale străine
Reprezentanțele băncilor străine înregistrate la Banca Națională a Ungariei sunt:
- Korea Development Bank (1989)
- Commerzbank (1993)
- Deutsche Bank (1995)
- Bank of China (2002)

## Instituții de credit specializate
- Fundamenta-Lakáskassza
- Elszámolóház és Értéktár[nefuncțională – arhivă]
- Magyar Fejlesztési Bank
- OTP Jelzálogbank
- OTP Lakástakarékpénztár
- UniCredit Jelzálogbank

## Galerie foto

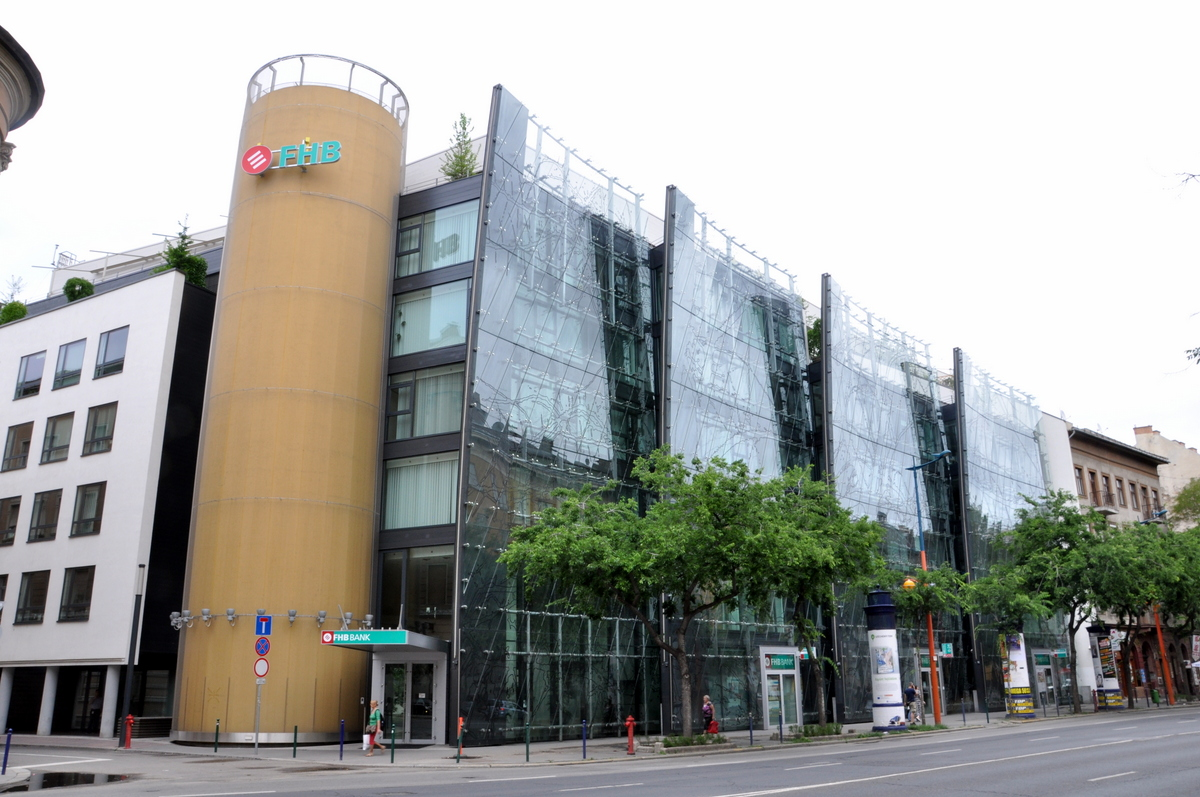
Sediul FHB Mortgage Bank din Budapesta
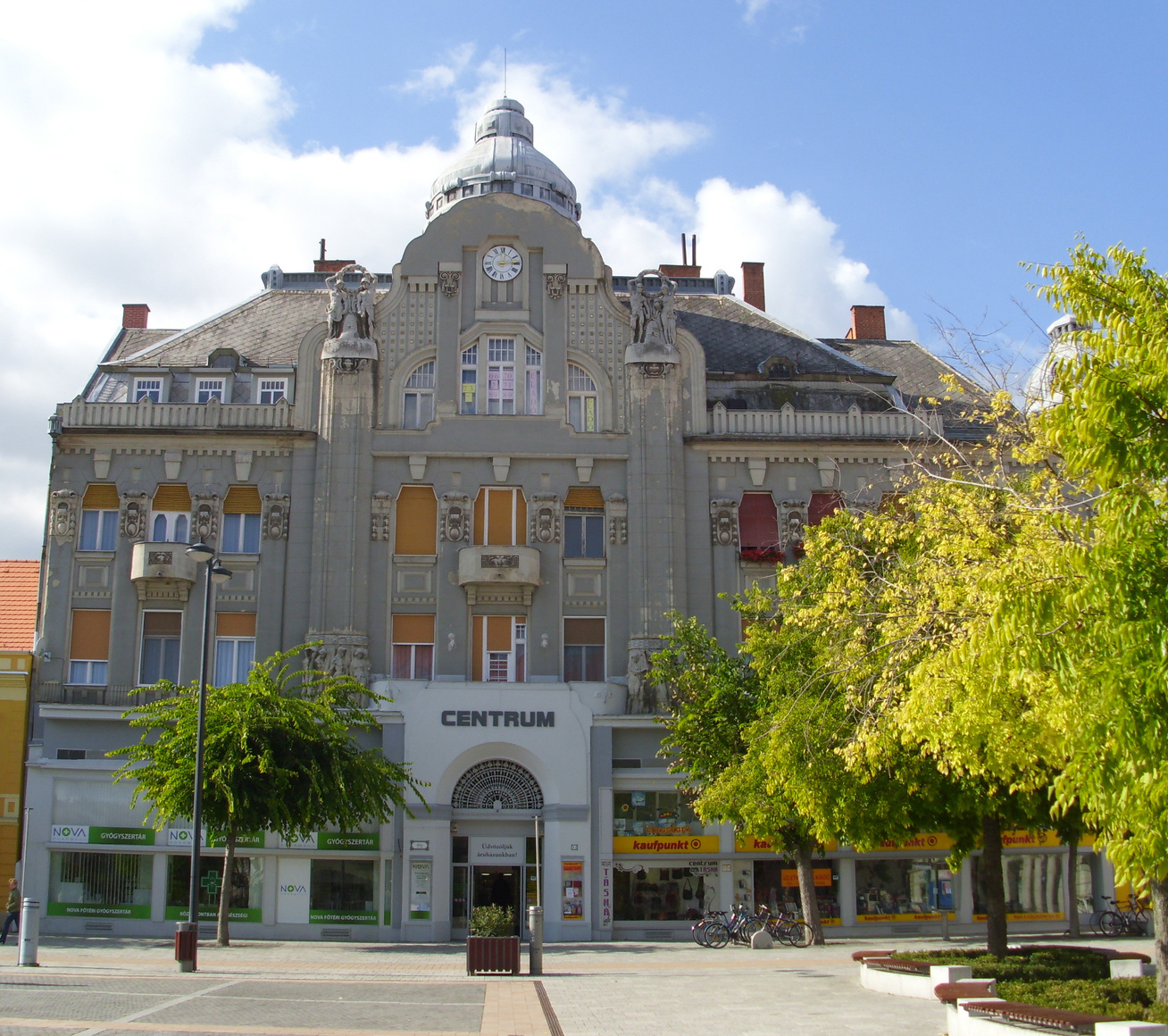
Sediul unei bănci comerciale în Szombathely
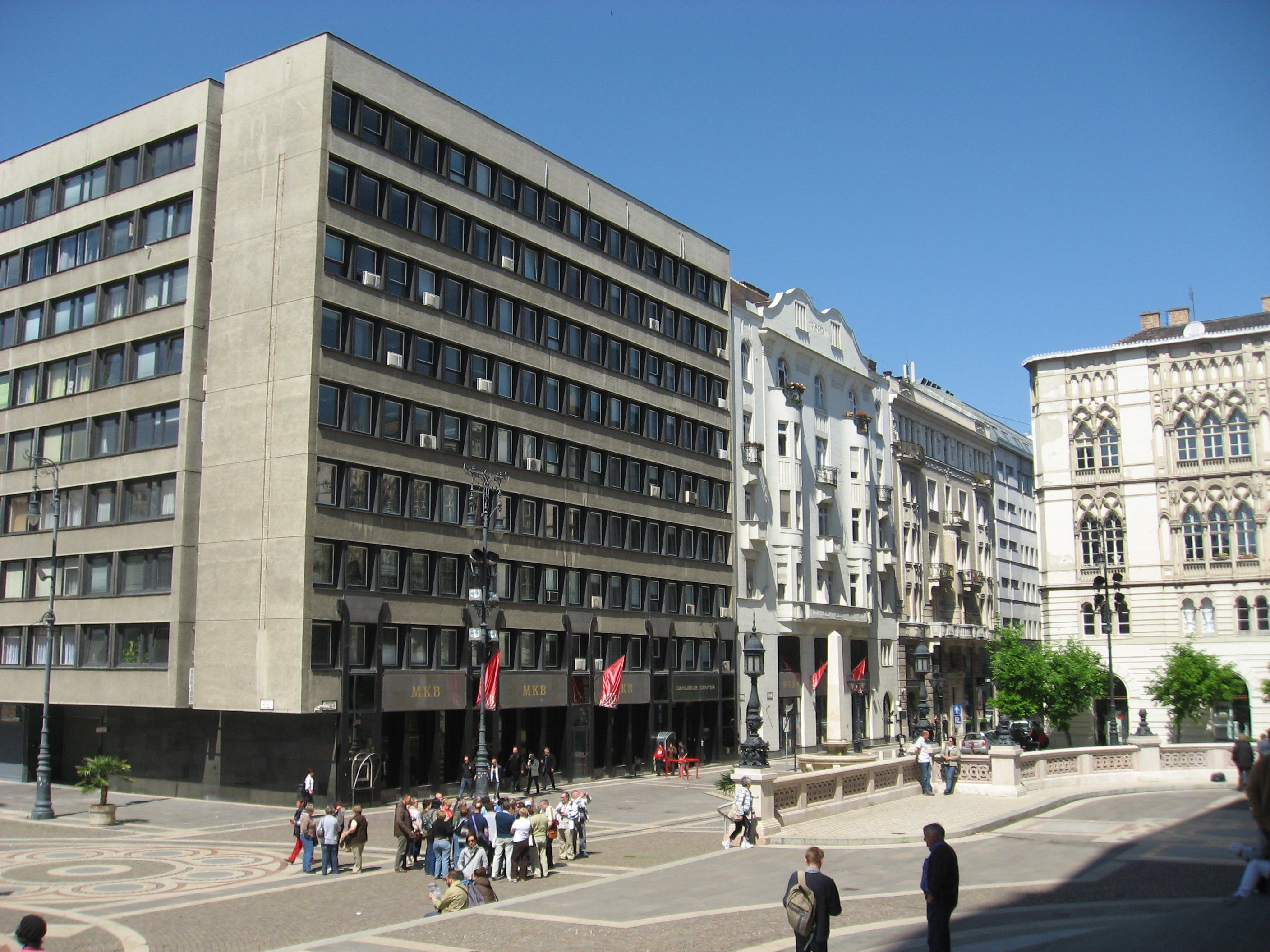
Sediul MKB Bank din Budapesta
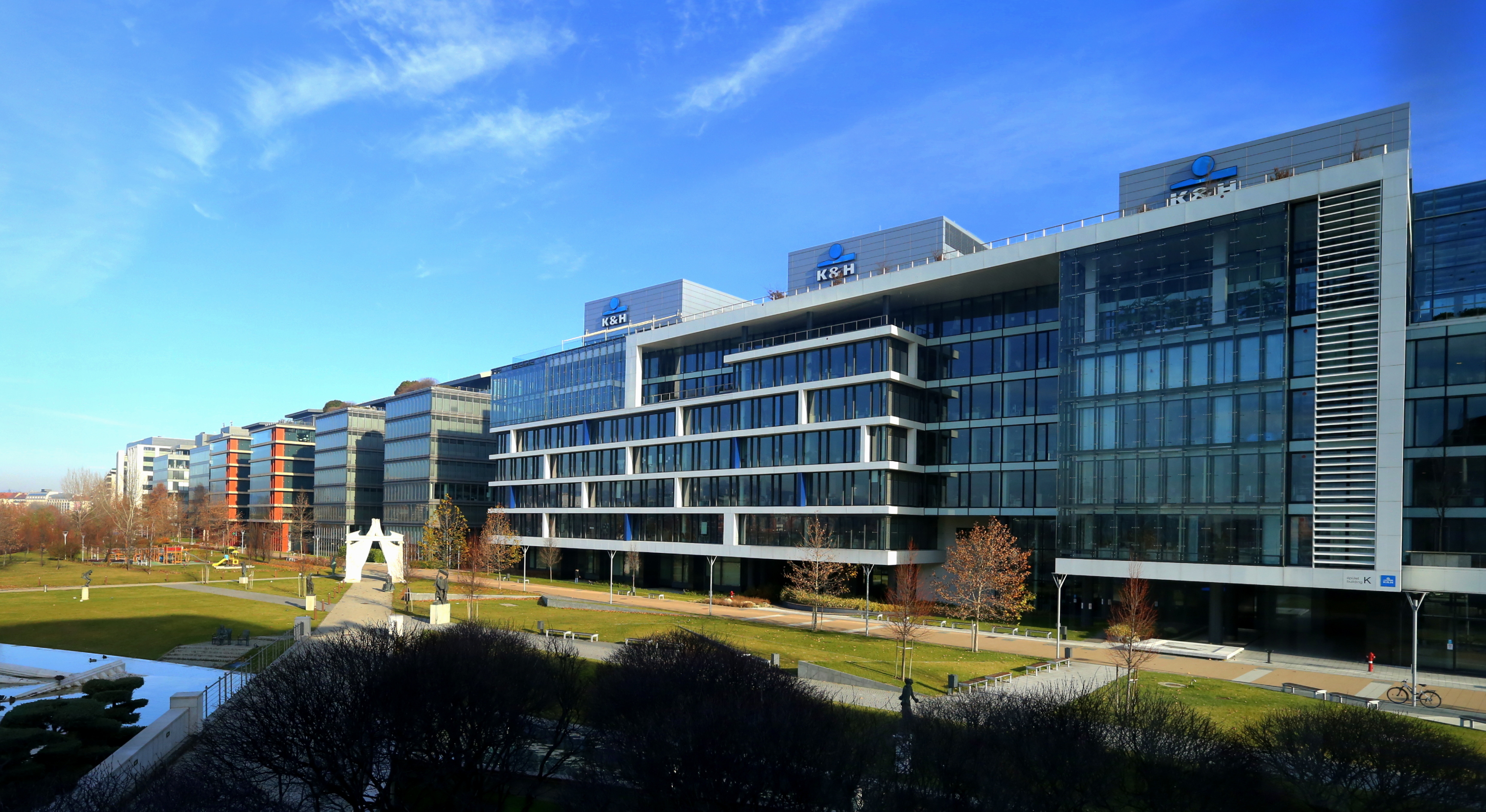
Sediul K&H Bank din Budapesta